# Vysoký Újezd (Berouni járás)
Vysoký Újezd település Csehországban, a Berouni járásban. Vysoký Újezd Karlštejn, Lužce, Loděnice, Mezouň, Mořina, Chýnice, Tachlovice, Roblín, Bubovice és Nučice településekkel határos. Lakosainak száma 1793 fő (2024. január 1.).

## Népesség
A település lakosságának változását az alábbi diagram mutatja:
| Lakosok száma | 774  | 1039 | 1083 | 736  | 583  | 516  | 766  | 869  | 1489 | 1793 |
|               | 1869 | 1890 | 1921 | 1950 | 1980 | 2001 | 2017 | 2019 | 2022 | 2024 |